# Duxer 6er Bubble
De Duxer 6er Bubble is een 6 persoons stoeltjeslift gebouwd door Doppelmayr in 1998 voor de Zillertal Arena. De kabelbaan staat op de Duxeralm, te Hochkrimml. Het 'bubble' gedeelte van de naam slaat op het feit dat de stoeltjes van de stoeltjeslift zijn uitgevoerd met een 'bubble', een kap die de personen die in het stoeltje zitten beschermt tegen wind en sneeuwstormen. De Duxer 6er Bubble is de tweede koppelbare stoeltjeslift en de eerste 6 persoons stoeltjeslift in de hele Zillertal Arena.

## Prestaties
De capaciteit van de kabelbaan ligt op 2400 personen per uur. De kabelbaan gaat 4,5 meter per seconde en dat betekent dat de afstand van 1161 meter is afgelegd in 4,3 minuten.